# Cnephasiini
Los cnefasinos (Cnephasiini) son una tribu de lepidópteros ditrisios de la familia Tortricidae.  Tiene los siguientes géneros.

## Géneros
- Amphicoecia - Archicnephasia - Arotrophora - Cnephasia - Decodes - Doloploca - Eana - Exapate - Neosphaleroptera - Oporopsamma - Oxypteron - Paranepsia - Propiromorpha - Sphaleroptera - Synochoneura - Tortricodes - Xerocnephasia[1]